# Bojan Tratnik
Bojan Tratnik, slovenski arhitekt, * 20. marec 1919, Žiri, † 3. julij 2013, Ljubljana.

## Življenje in delo
Tratnik je pred 2. svetovno vojno začel študirati na oddelku za gradbeništo ljubljanske Tehniške fakultete in 1947 nadaljeval študij na oddelku za arhitekturo na TF v Ljubljani. V letih 1960−1981 je bil zaposlen v Splošnem projektivnem biroju v Ljubljani. Ustvaril je več projektov za stanovanjske zgradbe, družinske in počitniške hiše ter hurtikulturne ureditve, predvsem pa za zgradbe namenjene zdravstvenim ustanovam.